# Axel Grosser
Axel Grosser (Weißandt-Gölzau, Saxònia-Anhalt, 12 de març de 1961) és un ciclista alemany, ja retirat, que va competir sota bandera de l'Alemanya de l'Est a finals de la dècada de 1970. Es dedicà al ciclisme en pista, especialment en la persecució per equips. Del seu palmarès destaquen dues medalles d'or als Campionats del món de persecució per equips, el 1979 i 1981. També guanyà dos campionats nacionals per parelles, el 1982 i 1985, i un de contrarellotge per parelles, el 1984.

## Palmarès
- 1978
  -  Campió del món júnior en Persecució
- 1979
  -  Campió del món en Persecució per equips (amb Lutz Haueisen, Volker Winkler i Gerald Mortag)
- 1981
  -  Campió del món en Persecució per equips (amb Detlef Macha, Volker Winkler i Bernd Dittert)